# Каррисо, Федерико
Федери́ко Гасто́н Карри́со (исп. Federico Gastón Carrizo; родился 17 мая 1991 года, Вилья-Джардино, провинция Кордова) — аргентинский футболист, вингер клуба «Серро Портеньо».

## Биография
Каррисо начал карьеру клубе «Росарио Сентраль». 9 мая 2010 года в матче против «Эстудиантеса» он дебютировал в аргентинской Примере. В своём первом сезоне Федерико вылетел в месте с клубом в Примеру B. 4 апреля 2011 года в поединке против «Феррокарриль Оэсте» он забил свой первый гол за «Росарио». В 2013 году Каррисо помог команде вернуться в элиту.
Летом 2014 года Федерико перешёл в «Боку Хуниорс». Сумма трансфера составила 2 млн евро. 10 августа в поединке против «Ньюэллс Олд Бойз» он дебютировал за новую команду. 28 сентября в матче против «Кильмеса» Каррисо забил свой первый гол за «Боку». 12 марта 2015 года в матче Кубка Либертадорес против венесуэльской «Саморы» Федерико забил гол.
Летом 2015 года Каррисо на правах аренды перешёл в мексиканский «Крус Асуль». 18 октября в матче против «Дорадос де Синалоа» он дебютировал в мексиканской Примере. После окончания аренды Федерико вернулся в «Бока Хуниорс».
В начале 2017 года Каррисо вернулся в «Росарио Сентраль». В 2019—2022 годах выступал за «Серро Портеньо». После непродолжительного пребывания в уругвайском «Пеньяроле» в июле 2022 года вернулся в «Серро Портеньо».

## Титулы и достижения
- Чемпион Парагвая (2): Апертура 2020, Клаусура 2021
- Победитель Примеры B Насьональ (1): 2012/13
- Обладатель Кубка Аргентины (1): 2012/13